# Huisstof

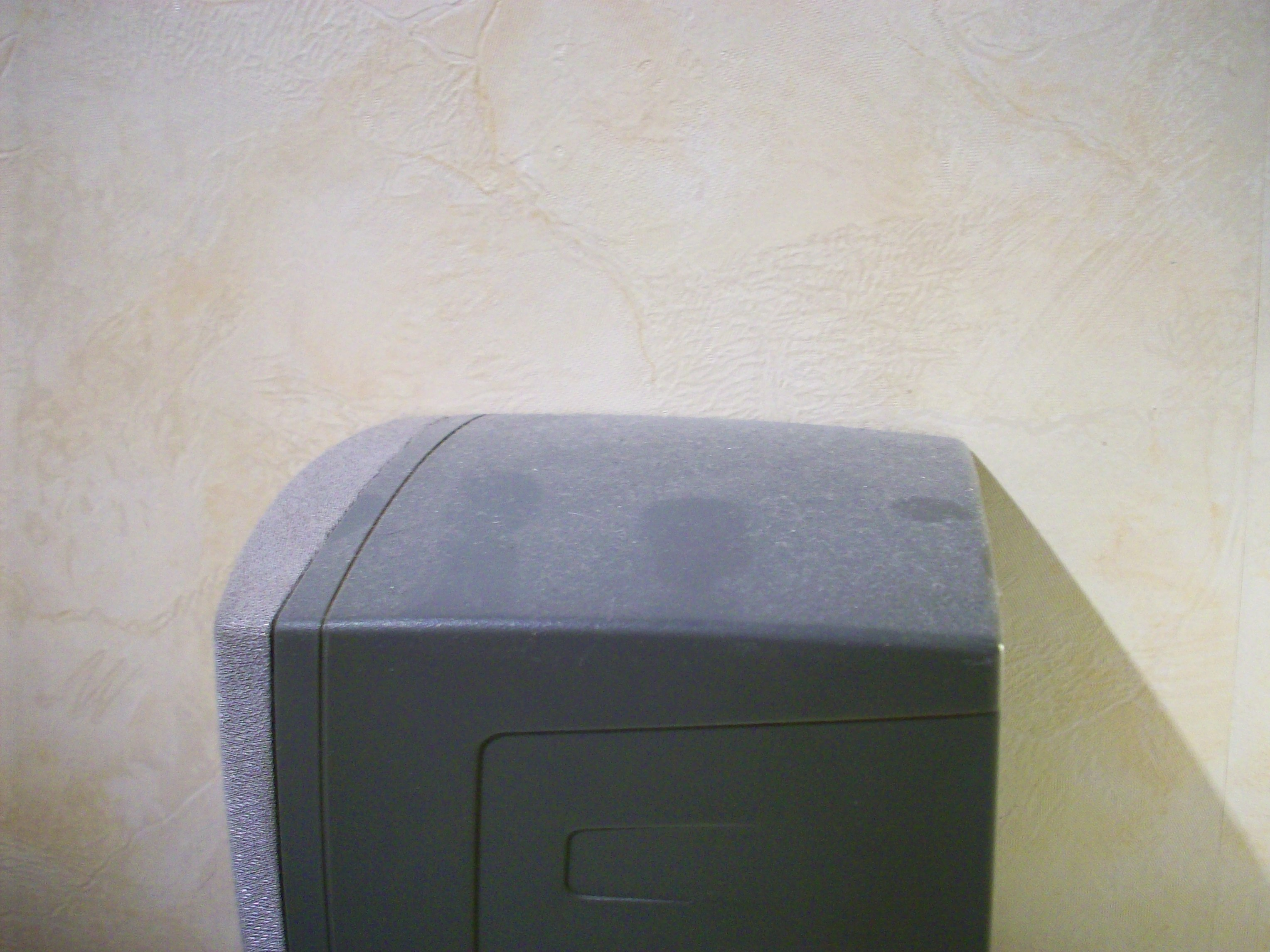
Stof op een speaker

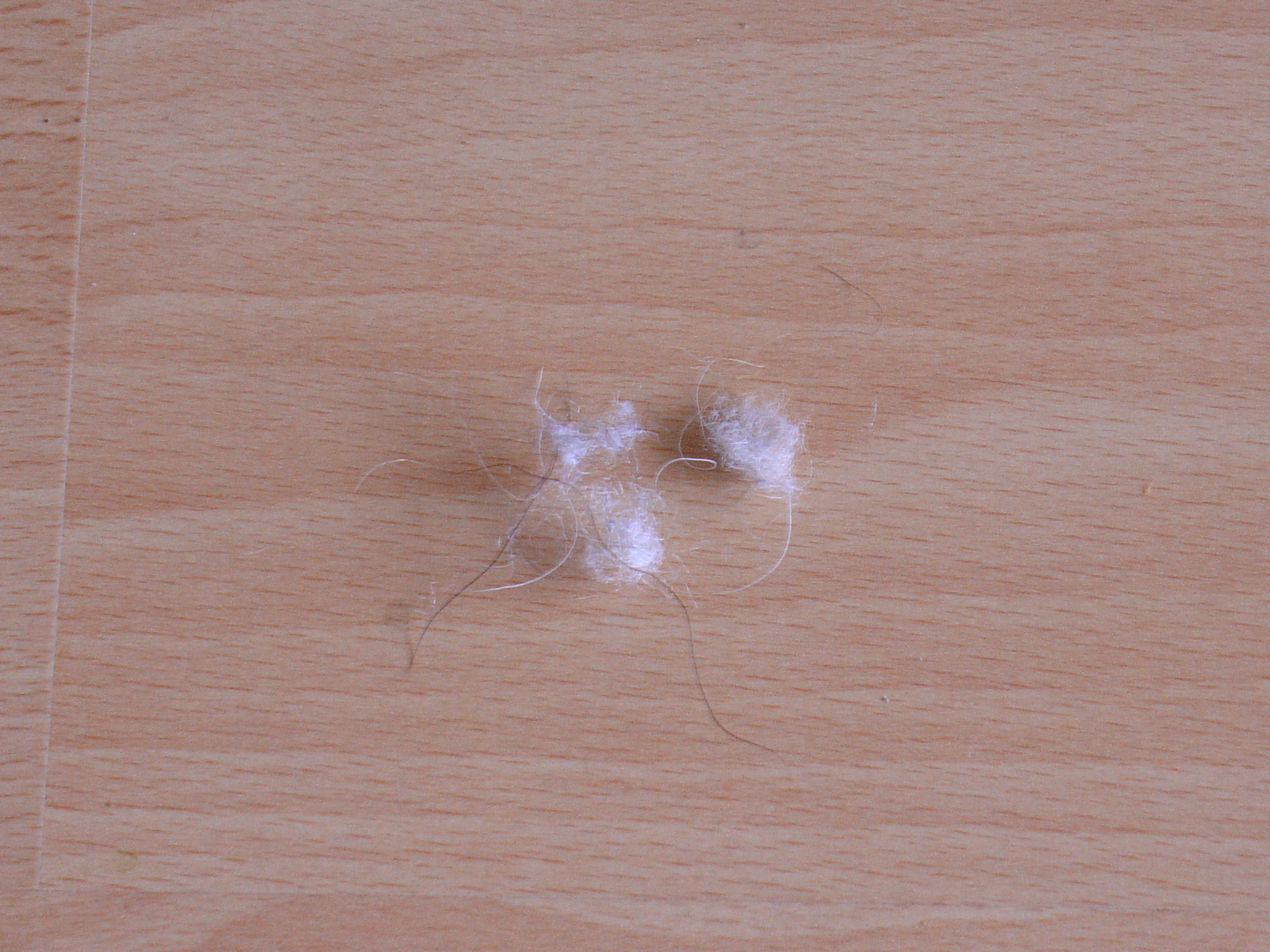
Stofpluis

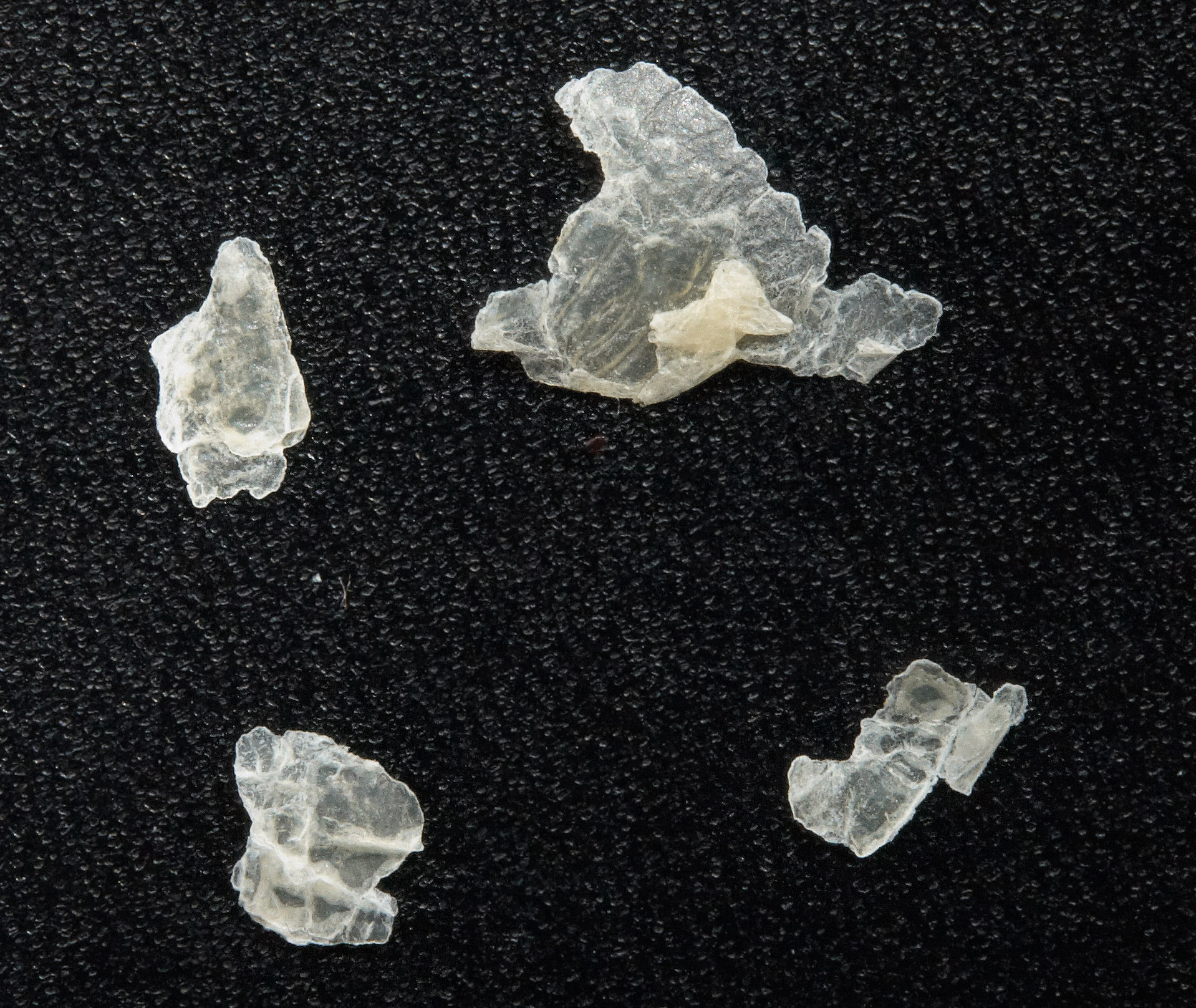
Huidschilfers

Huisstof is stof in een afgesloten ruimte, vaak van een woning. Het is een van de meest voorkomende vormen van stof.

## Samenstelling
Huisstof bestaat uit een combinatie van anorganische en organische verbindingen. Vaak is dit een samenstelling van dode huidcellen die door mensen zijn afgestoten, vezels van tapijten en gestoffeerde meubels, en grond en andere deeltjes die met de lucht van buiten naar binnen worden meegevoerd. De verhoudingen tussen de verschillende elementen is sterk afhankelijk van waar ter wereld de woning zich bevindt. 
Huisstof kan in het algemeen bestaan uit:
- huidschilfers van mens en dier
- dode insecten (huisstofmijt)
- uitwerpselen van insecten en mijten
- haren van mens en dier
- voedselafval
- organische vezels van kleding, meubels, verpakkingen, beddengoed enz.
- zand
- roet, bijvoorbeeld van kaarsen of komend van buiten
- deeltjes die vrijkomen bij het koken
- schimmels
- veren
- kapok (vulmiddel)
- jute
- rubber
- rook, zoals tabaksrook.

### Huidschilfers
Per dag verliest het menselijk lichaam een grote hoeveelheid huidschilfers, waarmee huisstofmijten zich vervolgens voeden. Een gemiddeld mens produceert per dag voldoende van deze schilfers om een miljoen mijten te voeden. Onjuist is dat huisstof voor 70 tot 80% zou bestaan uit huidschilfers. Weliswaar verliest een mens dagelijks veel dode huidcellen, maar het merendeel daarvan spoelt weg met het badwater of wordt opgegeten door huismijten. Van de stofdeeltjes tussen 0 en 100 micrometer is ongeveer 50% dode huidcellen, terwijl dit minder dan 20% is bij deeltjes boven de 100 micrometer.

## Luchtkwaliteit
Huisstof zweeft door de lucht in een woning en draagt daardoor bij aan de luchtkwaliteit binnen. Door het niveau van huisstof tot een minimum te beperken verbetert de luchtkwaliteit en wordt de kans op astma en allergieën kleiner.

## Zichtbaarheid
Het stof dat in de lucht zweeft, is normaliter niet zichtbaar. Men ziet het echter wel als fel licht in een donkere ruimte schijnt. Dat is het geval in de straal van een projector en als zonlicht door een kleine opening in een donkere kamer komt.

## Allergie voor huisstof
Stofallergieën zoals chronische aandoeningen aan de luchtwegen en astma kan men ontwikkelen bij een overmatige blootstelling aan stof. Het grootste risico op een stofallergie komt echter niet uit het huisstof zelf, maar uit de huisstofmijt en andere microscopische organismen die zich voeden met stof. Het zijn de uitwerpselen van deze organismen die een allergische reactie kunnen veroorzaken.

## Verwijderen van huisstof
Huisstof komt terecht in de lucht, zweeft daar enige tijd en daalt ten slotte neer op meubels, in gordijnen en vitrage, en op de vloer. Voor het droog verwijderen van huisstof bestaan verschillende hulpmiddelen, voor gebruik bij meubelen:
- stofdoek
- microvezeldoek
- plumeau

Voor gebruik op een vloer:
- swiffer
- stofzuiger
- bezem
- stoffer en blik
- mattenklopper, wordt gebruikt voor het uitkloppen van losse vloerkleden.

Voor gebruik in een computer:
- microvezeldoek
- spuitbus met perslucht

Huisstof kan ook nat verwijderd worden. Voor een vloer gebruikt met dan een dweil al dan niet met een luiwagen of een mopzwabber, voor meubelen natgemaakte vaatdoekjes. Vitrage moet worden gewassen om het huisstof te verwijderen. Materialen als metaal, glas en gelakt hout zijn goed bestand tegen wat vocht. Meubels die zijn gemaakt van traditionele materialen, bijvoorbeeld gepolitoerd hout en met boenwas behandeld hout, kunnen beter met een gewone stofdoek worden afgeveegd. Stoffige oppervlakken moeten echter eerst droog afgenomen worden, voordat ze eventueel nat of vochtig worden afgenomen. Meteen nat afnemen leidt tot het vastplakken van stof.
Het afnemen van stof van horizontale oppervlakken (m.n. meubels) heet afstoffen.
Voor het verwijderen van stof in een computer gebruikt men een microvezeldoekje en een spuitbus met perslucht om een optimaal resultaat te garanderen.